# Felix Adler (professeur)
Pour les articles homonymes, voir Felix Adler et Adler.
Felix Adler, né à Alzey (grand-duché de Hesse) le 13 août 1851 et mort à New York le 24 avril 1933, est un professeur américain d'origine allemande d'éthique politique et sociale. Il est notamment connu pour ses travaux sur l'euthanasie et la fondation du mouvement éthique (en).

## Jeunesse
Felix Adler est né à Alzey, dans le grand-duché de Hesse. Son père, Samuel Adler, est rabbin et une figure européenne importante du judaïsme réformé. Alors que Félix a six ans, son père est nommé à New York et la famille déménage aux États-Unis. 
Il obtient son diplôme de l'université Columbia en 1870. Il suit ensuite des cours à l'université de Heidelberg afin de devenir rabbin et y obtient un doctorat en 1873. C'est à cette période qu'il est fortement influencé par le néo-kantisme et la notion selon laquelle on ne peut pas prouver ou réfuter l'existence d'une divinité ou de l'immortalité et la morale peut être établie indépendamment de la théologie. 

## Carrière académique
À l'âge de 23 ans, Felix Adler retourne à New York pour donner un sermon au Temple Emanu-El. Alors qu'il est pressenti pour suivre les traces de son père, son sermon, Le Judaïsme de l'avenir, choque la congrégation. Il n'y mentionne pas une seule fois Dieu et présente le concept de judaïsme comme une religion universelle centrée autour de la morale pour toute l'humanité. Ce sermon est son premier et dernier au Temple Emanu-El. 
En 1874, alors que sa carrière de rabbin semble s'éloigner de plus en plus, les membres de la congrégation de son père l'aident à obtenir un poste d'enseignant à l'université Cornell en tant que professeur non-résident d'hébreu et de littérature orientale. Il est alors critiqué pour ses points de vue jugés trop proche de l'athéisme. En 1876, l'Université refuse de lui payer ses subventions. Il reprend en 1902 le poste de professeur d'éthique politique et sociale à l'université Columbia où il enseignera jusqu'à sa mort en 1933. 

## Travaux

### Livres
- (en) Felix Adler, Creed and Deed : A Series of Discourses, New York, G. P. Putnam's Sons, 1880 (lire en ligne)
- (en) Felix Adler, Life and Destiny, New York, McClure, Phillis and Co., 1903 (lire en ligne)
- (en) Felix Adler, The Religion of Duty, New York, McClure, Phillis and Co., 1905 (lire en ligne)
- (en) Felix Adler, Marriage and Divorce, New York, McClure, Phillis and Co., 1905 (lire en ligne)
- (en) Felix Adler, The Moral Instruction of Children, vol. 21, New York, D. Appleton and Co., coll. « International Education Series », 1892 (lire en ligne)
- (en) Felix Adler, The Essentials of Spirituality, New York, James Pott and Co., 1908 (lire en ligne)
- (en) Felix Adler, An Ethical Philosophy of Life : Presented in Its Main Outlines, New York, D. Appleton and Co., 1918 (lire en ligne)
- (en) Felix Adler, Incompatibility In Marriage, New York, D. Appleton and Co., 1920 (lire en ligne)
- (en) Felix Adler, The Punishment of Children, New York, Abingdon Press (en), coll. « American Home Series », 1922 (lire en ligne)
- (en) Felix Adler, The Reconstruction of the Spiritual Ideal: Hibbert Lectures Delivered in Manchester College, Oxford, May 1923, New York, D. Appleton and Co., 1923 (OCLC 607376)
- (en) Felix Adler, Our Part in this World, New York, Columbia University Press, 1946 (lire en ligne)

## Sources
- (en) « Felix Adler », sur transcendentalists.com
- (en) Sue Berkon, « Who Was Felix Adler? » [archive du 13 février 2006], Ethical Culture Fieldston School
- (en) « Felix Adler »(Archive.org • Wikiwix • Archive.is • Google • Que faire ?), Brooklyn Society for Ethical Culture
- (en) Lauren Sloan, « Ethical Culture Focuses on Creating a Humane World » [archive du 16 janvier 2005], Austin Area Interreligious Ministries
- (en) John Hoad, « Ethics To Live By: Ideas and Their Action Consequences » [archive du 3 juin 2008]
- (en) « Humanist History: An Overview », sur hfsd.info
- (en) « Society for Ethical Culture », Answers.com
- (en) Benny Kraut, From Reform Judaism to Ethical Culture : The Religious Evolution of Felix Adler, Cincinnati, Hebrew Union College Press, 1979
- (en) Aspects of Ethical Religion: Essays in Honor of Felix Adler on the Fiftieth Anniversary of His Founding of the Ethical Movement, 1876, by His Colleagues, Books for Libraries Press, 1926, reprint éd., 423 p. (ISBN 978-0-8369-0161-0)
- (en) Harriet Knight Smith, The History of the Lowell Institute, Boston, Lamson, Wolffe and Co., 1898 (lire en ligne)